# Glory Times
Glory Times est une compilation regroupant deux maxis du groupe Portishead sortie le 7 juin 1995
Elle contient des remixes de deux morceaux de Dummy, Sour Times et Glory Box, ainsi que le thème de leur court métrage de 1994 To Kill a Dead Man.

## Liste des titres

### Disque 1
1. Sour Times (Sour Sour Times) - 4:07
2. Sour Times (Lot More) - 4:21
3. Sour Times (Sheared Times) - 4:17
4. Sour Times (Airbus Reconstruction) - 5:08
5. Theme from "To Kill a Dead Man" - 4:25

### Disque 2
1. Glory Box (Edit) - 3:35
2. Glory Box (Mudflap Mix) - 5:28
3. Glory Box (Scorn) - 6:04
4. Glory Box (Sheared Box) - 3:30
5. Glory Box (Toy Box) - 5:43